# Mictlan
En la mitologia asteca Mictlan era la terra dels morts. Es divideix en les nou regions següents:
1. Itzcuintlan (Apanohuayan)
2. Tepetl Monamicyan
3. Itztepetl
4. Itzehecayan
5. Pancuecuetlacayan
6. Temiminaloyan
7. Teyollocualoyan
8. Itzmictlán Apochcalocan
9. Chicunahuapan (Mictlan)